# Lipki (obwód rówieński)
Lipki (ukr. Липки) – wieś na Ukrainie w rejonie hoszczańskim obwodu rówieńskiego.
W II RP kolonia Lipki w gminie Międzyrzec (powiat rówieński) w woj. wołyńskim; w parafii Niewirków pw. Trójcy Przenajświętszej.
W czasie okupacji niemieckiej mieszkająca tutaj ukraińska rodzina Zazulów ukrywała Żydów. W 1995 roku Instytut Jad Waszem uhonorował za to Nykyfora Zazulę, jego syna Stepana oraz brata Mykołaja tytułami Sprawiedliwych wśród Narodów Świata.